# آنگلسبرگ
آنگلسبرگ (به لاتین: Angelsberg) یک منطقهٔ مسکونی در لوکزامبورگ است که در فیشباخ واقع شده‌است. آنگلسبرگ ۲۸۳ نفر جمعیت دارد.